# Cuộc chiến với hành tinh Fantom
Cuộc chiến với hành tinh Fantom là tiểu thuyết giả tưởng của Việt Nam, viết bởi Nguyễn Bình và phát hành năm 2011 bởi Nhà xuất bản Trẻ.

## Tác giả
Tác giả của bộ tiểu thuyết là Nguyễn Bình, hiện học lớp 5 - Trường Tiểu học Nghĩa Tân (Cầu Giấy - Hà Nội). Lúc viết sách, Bình mới 10 tuổi . 
Khi cậu bé xuất bản bộ truyện này, Nguyễn Bình đã vào Thành phố Hồ Chí Minh để giao lưu với độc giả.

## Nội dung
Lấy bối cảnh nước Mỹ ở tương lai, bộ tiểu thuyết kể về chuyến phiêu lưu của nhóm bạn Earth ở thành phố Philadelphia, Hoa Kỳ chống lại những kẻ xâm lược xấu xa đến từ hành tinh Fantom. Nhân vật chính của tiểu thuyết là Frank William Wells, vốn là hậu duệ của nhà văn Anh nổi tiếng H. G. Wells.
Tập 1
Từ một buổi sáng mùa hè trên hòn đảo Hydra cho đến khi cả nhóm bạn Earth phát hiện ra đám mây UFO ở ngoài khơi, họ đã nhanh chóng trở về Florida (Mỹ) để bắt đầu cuộc chiến trực diện với bọn hành tinh Bóng Ma (Fantom), bảo vệ Trái Đất. Cả nhóm trải qua các cuộc đấu trí tại Venice, Philadelphia với nhiều khó khăn và thử thách. Nguyễn Bình đã khéo léo dẫn dắt người đọc vào một chuyến phiêu lưu đầy kịch tính đến những miền đất rộng lớn với những nền văn minh xa lạ.

## Các nhân vật trong tiểu thuyết
1. Frank William Wells - người dẫn chuyện, trưởng nhóm Earth. Cậu sinh ngày 11 tháng 12 năm 2005, là hậu duệ của đại văn hào H. G. Wells. Cậu là nguyên do khiến quân Bóng Ma trả thù.
2. Louis Depardieu - phó nhóm. Cậu sinh ra trong một gia đình khá giả, không biết xác định phương hướng.
3. Sarah Margaret Adams là người sắc sảo nhất nhóm.
4. Philippe Justice là người nhát gan nhất.
5. George và Charles là cặp đôi quậy phá của nhóm. George có tài giả tiếng các động vật, đặc biệt là loài chó.
6. Michael là một thành viên của nhóm Earth, người luôn mơ tưởng mình là Thánh Michael, một vị thánh trong Kitô giáo
7. Emily
8. Robert là người lái các phương tiện riêng của nhóm. Sau khi chiếc SR-71 Blackbird bị nhóm Earth cướp ở Mỹ, Robert đã trở thành cơ trưởng của chiếc máy bay, còn Louis là cơ phó.